# Patrick Metral
Patrick Metral (* 2. Juni 1945 in Villemomble) ist ein ehemaliger französischer Autorennfahrer und Versicherungsmakler.

## Leben
Metral wuchs in Villemomble auf und besuchte anschließend die Gymnasien in Meaux und Le Raincy. Nach der Schulzeit leistete er 1964/65 den Militärdienst in Montlhéry ab. Er absolvierte eine Ausbildung im Versicherungswesen und arbeitete einige Jahre bei den Bâloise-Versicherungen, bevor er seine Karriere als Rennfahrer begann. In den Jahren 1968 bis 1975 fuhr er zahlreiche Rallyes, Rundfahrten und Automobilrennen, unter anderen die 24-Stunden-Rennen von Le Mans. Seit 1970 war er als selbstständiger Versicherungsmakler für Bâloise tätig, bis er sich 2004 zur Ruhe setzte.

## Motorsport
Patrick Metral war 1975 beim 24-Stunden-Rennen von Le Mans am Start. Gemeinsam mit Christian Bussi beendete er das Rennen im Porsche 911 Carrera RSR an der 23. Stelle der Gesamtwertung. Im Ziel hatte das Duo einen Rückstand von 71 Runden auf die Sieger Derek Bell und Jacky Ickx auf einem Gulf GR8.

## Statistik

### Le-Mans-Ergebnisse
| Jahr | Team                    | Fahrzeug                | Teamkollege     | Platzierung |
| ---- | ----------------------- | ----------------------- | --------------- | ----------- |
| 1975 | Écurie Armagnac Bogorre | Porsche 911 Carrera RSR | Christian Bussi | Rang 23     |